# Blepharodera discoidalis
Blepharodera discoidalis es una especie de insecto blatodeo de la familia Blaberidae, subfamilia Epilamprinae.

## Distribución geográfica
Se pueden encontrar en Sudáfrica.

## Sinónimo
- Hyposphaeria burri Karny, 1908.